# Glyphis garricki
El tiburón fluvial del norte o de Nueva Guinea (Glyphis garricki) es una especie de tiburón réquiem, de la familia Carcharhinidae. Se encuentra en ríos del norte de Australia y, posiblemente, Papúa Nueva Guinea. Esta especie habita en zonas con poca visibilidad, fondos blandos, y mareas de gran amplitud. Se parece a otros tiburones de río en su cuerpo robusto gris con una espalda alta, ojos pequeños, y aletas amplias. Mide hasta 2,5 m (8,2 pies) de largo.
Los tiburones fluviales del norte probablemente se alimentan de peces pequeños. Esta especie es vivípara y las hembras tienen camadas de 9 crías cada dos años, antes de la temporada de lluvias. La especie es muy rara y debido a la amenaza de la pesca comercial y deportiva, y quizá también a la degradación de su hábitat, ha sido clasificada como especie en peligro crítico de extinción por la Unión Internacional para la Conservación de la Naturaleza (UICN).

## Taxonomía
Los primeros ejemplares conocidos de los tiburones fluviales del norte, dos machos recién nacidos de Papúa Nueva Guinea, fueron descubiertos por el ictiólogo Jack Garrick de Nueva Zelanda, del que proviene el nombre científico de la especie. El tiburón se conoció como Glyphis sp. C hasta 2008, cuando fue descrito formalmente por Leonard Compagno, Guillermo Blanco, y Peter Last en un informe de la Organización para la Investigación Científica e Industrial de la Mancomunidad . El espécimen tipo es una hembra de 67 cm (26 pulgadas) de largo, hallada en el río East Alligator, en el Parque Nacional de Kakadu, Territorio del Norte.

## Distribución y hábitat
El tiburón fluvial del norte ha sido avistado en el estrecho de King, el río Ord, y el arroyo Doctors cerca de Derby, en el oeste de Australia; los ríos Adelaide y Alligator en el norte de Australia, y posiblemente en el río Fly en Papúa Nueva Guinea. Habita en los ríos grandes, estuarios y bahías, todos los cuales se caracterizan por aguas turbias, fondos fangosos, y mareas grandes. Los tiburones jóvenes se pueden encontrar en agua dulce.

## Descripción
Al igual que otros miembros de su género, el tiburón fluvial del norte tiene un cuerpo robusto con una espalda alta. La cabeza es ancha y aplanada, con un hocico redondeado y ojos pequeños equipados con membranas nictitantes. Las fosas nasales se dividen en una apertura grande para el influjo de líquido y otra más pequeña para la salida. La boca, de tamaño considerable, tiene una bóveda ancha, con surcos labiales pequeños. Cuentan con 31-34 filas de dientes en la mandíbula superior y de 30 a 35 en la mandíbula inferior; los dientes superiores son rectos y triangulares, con bordes aserrados, mientras que los inferiores son más estrechos y rectos o ligeramente curvados. En los individuos más grandes, los primeros dientes más bajos en la parte media de la mandíbula son hastados (en forma de lanza) y aserrados cerca de la punta.
Las aletas pectorales son grandes y amplias, con márgenes ligeramente curvados hacia atrás. Las aletas pélvicas son triangulares, con márgenes casi rectos. La primera aleta dorsal es de base ancha y triangular, con la punta formando un ángulo casi recto; la segunda aleta dorsal tiene un tamaño de aproximadamente dos tercios de la primera. El origen de la primera aleta dorsal se encuentra sobre el punto de inserción de la aleta pectoral, mientras que la segunda aleta dorsal se encuentra sobre la punta trasera de la aleta pélvica. No hay cresta entre las aletas dorsales. La aleta anal es más pequeña que la segunda aleta dorsal y tiene una muesca pronunciada en el margen posterior. La aleta caudal tiene el lóbulo superior más largo y estrecho que el inferior, con una muesca ventral cerca de la punta. Los dentículos dérmicos son pequeños y ovalados, con tres crestas horizontales que acaban en dientes marginales. 
El tiburón es de color gris acerado en la parte superior y blanco por debajo; la línea de transición entre los dos colores es muy pronunciada, se encuentra muy por debajo de los ojos, y se torna sesgada a los lados del tronco. Las aletas anal y caudal son de color oscuro o negro hacia las orillas y las puntas. La longitud máxima conocida es de 2,5 m (8,2 pies). Esta especie se diferencia de los tiburones lanza (Glyphis glyphis) en varios caracteres morfológicos y merísticos, incluyendo tener menos vértebras (137-151 contra 213-222) y un límite entre los colores gris y blanco más bajo e irregular.

## Biología y ecología
Con sus dientes delgados, ojos pequeños, y la alta densidad de ampollas de Lorenzini, el tiburón fluvial del norte parece estar adaptado a la caza de peces en condiciones de mala visibilidad. En Doctors Creek, se ha comprobado que los tiburones pueden entrar y salir de las zonas habituales de alimentación con la marea. Al igual que otros tiburones requiem, esta especie es vivípara, formando los embriones una conexión de la placenta de su madre después de haber agotado la yema de los huevos. Las hembras dan a luz alrededor de octubre, antes del inicio de la temporada de lluvias, posiblemente cada dos años. Una de las hembras examinadas contenía nueve fetos. Las crías nacen midiendo menos de 67 cm (26 pulgadas) de largo. Los machos maduros miden hasta 1,2 y 1,4 m (3,9 y 4,6 pies); las hembras adultas entre 1,4 y 1,7 m (4.6 y 5.6 pies).

## Interacción con humanos
Los tiburones fluviales del norte parecen ser muy poco abundantes, aunque pueden quedar por descubrir más subpoblaciones en Australia y Papúa-Nueva Guinea. Según la información actual hay 250 ejemplares vivos en su hábitat natural. Esta especie es capturada ilegalmente por pesqueros comerciales con palangre y redes de arrastre, así como por pescadores deportivos. La degradación del hábitat puede representar una nueva amenaza a su supervivencia. Debido a su baja abundancia, y a las amenazas provenientes del ser humano, la Unión Internacional para la Conservación de la Naturaleza (UICN) ha declarado el tiburón fluvial del norte como especie en peligro crítico. También ha sido clasificada como especie en peligro en 1999 por el Acta de conservación de la biodiversidad y la protección del medio ambiente de Australia. El Parque Nacional de Kakadu puede ser una importante área protegida para esta especie.